# Conopsia flavimacula
Conopsia flavimacula is een vlinder uit de familie wespvlinders (Sesiidae), onderfamilie Tinthiinae.
Conopsia flavimacula is voor het eerst wetenschappelijk beschreven door Kallies in 2000. De soort komt voor in het Afrotropisch gebied.